# Alejandro Barbaro
Alejandro Barbaro (Buenos Aires, Argentina, 20 de enero de 1992) es un futbolista argentino nacionalizado italiano. Juega como mediocampista. Actualmente juega en Ilioupoli FC, de la segunda división de Grecia.

## Trayectoria
Se inició fulbolísticamente en las inferiores del Club Banfield en donde hizo su debut como futbolista profesional el 18 de febrero del 2011 frente a Colón en un partido que terminaría empatado en 1.
En julio del 2013 es transferido a All Boys en donde jugaría durante la temporada 2013/2014 vistiendo la camiseta #10. Transcurrida la temporada, Barbaro, queda libre.
El 14 de agosto de 2014 es comprado por San Lorenzo de Almagro. Hace su debut en el primer partido del año 2015 en la victoria por 2-0 frente a Colón.
El 14 de agosto de 2015, llega a Nacional de Uruguay.
Tuvo una destacada actuación en dicho club y gran aceptación por parte de la hinchada. Sin embargo, en mayo de 2016 se anuncia por la directiva de Nacional que su contrato no sería  renovado y definitivamente el 30 de junio de ese mismo año pasa a ser jugador libre.
El 9 de julio del mismo año Alejandro Barbaro fue presentado como nuevo jugador de Apollon Limassol de Chipre. A principios de 2017 fichó con el Karmiotissa Polemidion, también de Chipre donde tuvo una destacada actuación marcando 5 goles. 
Entre el segundo semestre del 2017 y el primer semestre de 2018 jugó para el FC SKA-Jabarovsk de Rusia, donde no tuvo mucha continuidad, posteriormente quedó libre. Para el segundo semestre de 2018 al quedar libre realizó entrenamientos en el Matera Calcio de Italia y finalmente fichó por el Independiente Medellín de Colombia.

## Clubes
| Club                   | País      | Año             | Goles |
| ---------------------- | --------- | --------------- | ----- |
| Banfield               | Argentina | 2011 - 2013     | 3     |
| All Boys               | Argentina | 2013 - 2014     | 0     |
| San Lorenzo            | Argentina | 2014 - 2015     | 0     |
| Nacional               | Uruguay   | 2015 - 2016     | 3     |
| Apollon Limassol       | Chipre    | 2016            | 1     |
| Karmiotissa Polemidion | Chipre    | 2017            | 5     |
| FC SKA-Jabarovsk       | Rusia     | 2017 - 2018     | 0     |
| Independiente Medellín | Colombia  | 2018 - 2019     | 0     |
| Aris de Limassol       | Chipre    | 2019 -          | 0     |
| Deportivo Pasto        | Colombia  | 2021            | 0     |
| Once Caldas            | Colombia  | 2022 - presente | 0     |